# Mahalo Air
A Mahalo Air foi uma companhia aérea americana com sede em Honolulu, Havaí, Estados Unidos.

## História
A empresa aérea foi fundada em 1993. A companhia aérea começou as operações em 4 de outubro de 1993 com aeronaves Fokker 50 operados pela Empire Airlines, enquanto esperava seu certificado de operadora aérea.
No verão de 1997, a Mahalo Air fez um pedido de falência, capítulo 11, e encerrou suas operações em 2 de setembro de 1997.

## Frota
A frota da Mahalo Air consistia nas seguintes aeronaves:
| Aeronaves      | Em Serviço | Ordens | Passageiros | Notas                        |
| -------------- | ---------- | ------ | ----------- | ---------------------------- |
| ATR 42-300     | 8          | –      | 48          |                              |
| ATR 42-320     | 5          | –      | 44          |                              |
| Fokker F27-500 | 3          | –      | TBA         | Operado pela Empire Airlines |
| Total          | 16         | 0      |             |                              |